# Río Babahoyo
El río Babahoyo es un importante río de las provincias ecuatorianas de Los Ríos y Guayas, en la vertiente pacífica del país. Nace de la unión de los ríos Catarama y San Pablo en la ciudad de Babahoyo, y toma una dirección general suroeste a través de una rica región agrícola, con las localidades de Pimocha, Samborondón y Tarifa en su margen derecha o noroeste. Entra al área urbana de Guayaquil como el límite entre la parroquia La Puntilla, perteneciente al cantón Samborondón, y la ciudad de Durán, estando ambas conectadas por el Puente de la Unidad Nacional. En este punto el Babahoyo alcanza un ancho de 1800 metros. Su confluencia con el Daule da inicio al río Guayas, principal arteria fluvial de la Costa ecuatoriana.

## Afluentes principales
Por la margen derecha (noroeste):

 Los Ríos
- Estero El Desquite
- Río Colorado
- Estero Cabuya
- Río Puebloviejo
- Estero San Antonio
- Río Arenal
- Río Junquillo
- Estero Roncador (límite provincial)

 Guayas
- Río Vinces
- Estero Guapara
- Río Los Tintos
- Estero El Rosario
- Estero El Buijo

Por la margen izquierda (sureste):

 Los Ríos
- Estero Lagarto
- Río Jujan

 Guayas
- Estero Corvina
- Estero Victoria
- Río Yaguachi

## Pesca

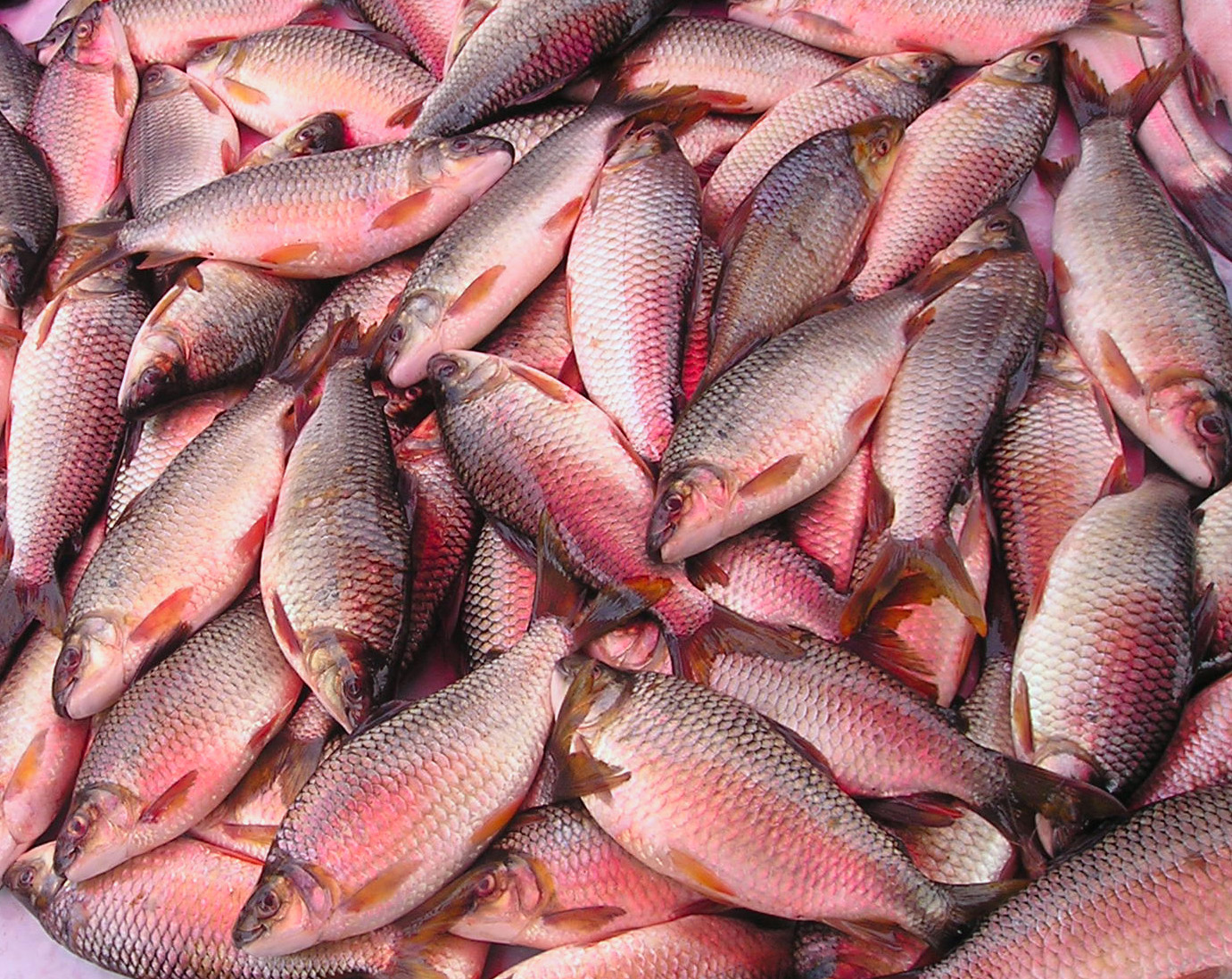
Bocachicos del Babahoyo.

Además de su importancia económica como vía de acceso fluvial de gran parte de las provincias del Guayas y Los Ríos, el Babahoyo provee a los habitantes de sus riberas de una gran riqueza pesquera. Entre las principales especies presentes en el río están: la tilapia (Oreochromis spp.), vieja azul (Andinoacara rivulatus), guanchiche (Hoplias microlepis), dica (Pseudocurimata boulengeri y Pseudocurimata troschelii), bagre ciego (Paracetopsis bleekeri), chame (Dormitator latifrons), barbudo (Rhamdia quelen) y bocachico (Ichthyoelephas humeralis).